# Kiemendarm

Seescheiden-Larve mit Kiemendarm (3)

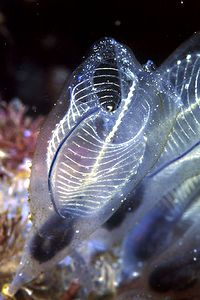
Bei der ausgewachsenen Seescheide Clavelina lepadiformis ist der Kiemendarm gut sichtbar.

Der Kiemendarm (Tractus respiratorius) ist ein Organ, das man bei den ausgewachsenen Individuen in zwei der drei Unterstämme der Chordatiere (Chordata), den wasserlebenden Manteltieren und Schädellosen, findet, es ist jedoch ein gemeinsam abgeleitetes Merkmal (Synapomorphie) aller Chordata. Der Kiemendarm ist ein Teil des Vorderdarms, bei dem es zu einem Durchbruch von Kiemenspalten kommt (bei Seescheiden bis zu 1000 Durchbrüche), die dazu dienen, Partikel vom Wasser zu trennen.
Durch die Kiemenspalten ist es den „primitiven“ Chordaten möglich, ihre Nahrung zu filtrieren, indem sie Wasser durch die Mundöffnung einsaugen/strudeln. Kleinste Nahrungspartikel bleiben an den oft mit Wimpern gesäumten Kiemenspalten hängen und werden dann dem daran anschließenden, verdauenden Teil des Darms zugeführt. Dies geschieht über einen Schleim, der von der am Grund des Kiemendarms liegenden Hypobranchialrinne (auch Endostyl) sezerniert wird. Die Hypobranchialrinne ist der Schilddrüse der Wirbeltiere homolog und ihre Zellen können bereits das Iod des Meerwassers anreichern und in Pseudodistomine (homolog den Thyroxinmolekülen) einbauen.
Bei der Embryonalentwicklung aller Wirbeltiere, auch des Menschen, tritt der auch Schlunddarm genannte Kiemendarm auf, unterliegt jedoch bei vielen Chordatieren einem späteren Umbau und Funktionswechsel.